# Centre suisse de cartographie de la faune
 (juillet 2023).
Si vous disposez d'ouvrages ou d'articles de référence ou si vous connaissez des sites web de qualité traitant du thème abordé ici, merci de compléter l'article en donnant les références utiles à sa vérifiabilité et en les liant à la section « Notes et références ».
Le centre suisse de cartographie de la faune (abrégé CSCF) est une fondation suisse dont l'objectif est de rassembler, gérer et diffuser l'information concernant la distribution et l'écologie de la faune de Suisse. Elle collabore avec différentes institutions publiques ou privées de protection de la nature dans le but de conserver les espèces et leurs habitats.

## Tâches
Ses tâches principales sont :
- rassembler, gérer et diffuser le maximum possible d'informations sur la distribution et l'écologie des espèces de la faune de Suisse
- collaborer avec les institutions publiques ou privées de protection de l'environnement, de la nature et du paysage pour assurer la conservation des espèces et de leurs habitats
- encourager et coordonner la recherche écofaunistique en Suisse
- rationaliser et uniformiser les méthodes de relevé des données sur le terrain comme dans les collections
- maintenir et resserrer les liens existant entre les recherches faunistiques suisses et celles menées à l'étranger afin de les inscrire dans un contexte biogéographique plus vaste.
- promouvoir et participer à la réalisation de documents d'identification des habitats et des espèces de la faune suisse.

## Histoire
Le CSCF a été créé en 1985 sous l'impulsion de Willy Matthey de l'Université de Neuchâtel, de Christophe Dufour du muséum d'histoire naturelle de Neuchâtel, de Willy Geiger, à l'époque à Pro Natura et de Jean-Carlo Pedroli du service de la chasse et de la pêche du canton de Neuchâtel. Yves Gonseth en prend la direction. Ses premières activités sont centrées autour de la création de deux inventaires nationaux pour le suivi des populations de papillons diurnes et de libellules. La fondation est officiellement créée en 1990.
Depuis le début, toutes les informations concernant les observations des espèces animales sont stockées dans une base de données Oracle. Depuis 1995, le CSCF s'est équipé d'un système d'information géographique. Il publie depuis 2001 des informations sur la distribution géographique des espèces animales sous forme électronique directement sur Internet.
En 2001, le CSCF est reconnu Centre national de compétence pour la faune par la Confédération suisse. Depuis 1999, il est chargé de la stratégie entourant la révision périodique des listes rouges de Suisse. En 2003, le CSCF est chargé de la mise en place du nœud suisse pour le réseau mondial de diffusion d'information sur la biodiversité (GBIF).
En 2006, le CSCF et le « karch », son homologue sur la protection des reptiles et des amphibiens de Suisse se regroupent sous un même toit.

## Publications
Le Centre suisse de cartographie de la faune est responsable de la publication d'une série d'ouvrages intitulée Fauna Helvetica. Chaque année, un à deux ouvrages sont publiés. Ils couvrent des sujets comme la distribution des espèces animales (atlas) ou des clés de détermination.